# Miljöekonomi
Miljöekonomi är en underdisciplin till nationalekonomi. Inom miljöekonomi används nationalekonomisk teori för att på ett effektivt sätt kan hushålla med samhällets begränsade resurser på ett långsiktigt hållbart sätt. Det kan till exempel göras genom att analysera hur styrmedel kan hantera miljöproblem . Exempelvis analyseras kostnader och nyttor av olika åtgärder för att hantera exempelvis utsläpp av växthusgaser (global uppvärmning), luftföroreningar eller kemikalier. Detta kan till exempel göras i en kostnads-nyttoanalys (CBA). I en CBA försöker man uttrycka påverkan på miljö och hälsa av olika föroreningar och utsläpp i monetära termer, det vill säga i pengar. Exempel på miljöekonomiska styrmedel är koldioxidskatt, system med utsläppshandel (t.ex. EU:s utsläppshandel för klimatgaser, EU ETS) och kväveoxidavgiften.
Miljöekonomi har utvecklats sedan 1960-talet, vissa forskare menar emellertid att ämnet har en ännu längre historia. Idag är miljöekonomi representerat vid många nationalekonomiska institutioner och nationella myndigheter. Forskningsområdet tilldelades 2018 års upplaga av ekonomipriset till Nobels minne: "Årets pris handlar om innovation, klimat och ekonomi i växelverkan". Priset delas mellan de amerikanska forskarna William D. Nordhaus och Paul M. Romer.

Alternativa skolor som ekologisk ekonomi använder inte den etablerade nationalekonomiska teoribildningen för att analysera miljöproblem utan utgår från egna tankegångar.